# Hochtief
Hochtief, plným názvem Hochtief Aktiengesellschaft, je německá stavební společnost se sídlem v Essenu. Jedná se o největší německou stavební společnost, její působnost je celosvětová. Ve Spojených státech amerických patří prostřednictvím dceřiné společnosti Turner Contruction také k největším společnostem působícím v oblasti stavebnictví. V Austrálii vlastní 53,43 % podílu ve společnosti Leighton Holdings. Své zastoupení má také v Česku, a to prostřednictvím dceřiné společnosti Hochtief CZ. V roce 2010 zaměstnávala po celém světě více než 66 tisíc zaměstnanců, v Evropě byla třetí největší stavební společností a celosvětově pátou největší. Ve stejném roce společnost Hochtief vydělala více než 23,23 miliard eur a více než 85 % zakázek plnila mimo Německo.
Na konci roku 2010 vlastnila španělská stavební společnost Grupo ACS 30% podíl ve společnosti Hochtief a pokoušela se získat vyšší podíl. 29. listopadu 2010 byla nabídka schválena a společnost Grupo ACS zvýšila v červnu 2011 podíl ve společnosti Hochtief na 50,16 %.

## Významné stavební projekty

Šachta 12 důlního průmyslového komplexu Zollverein

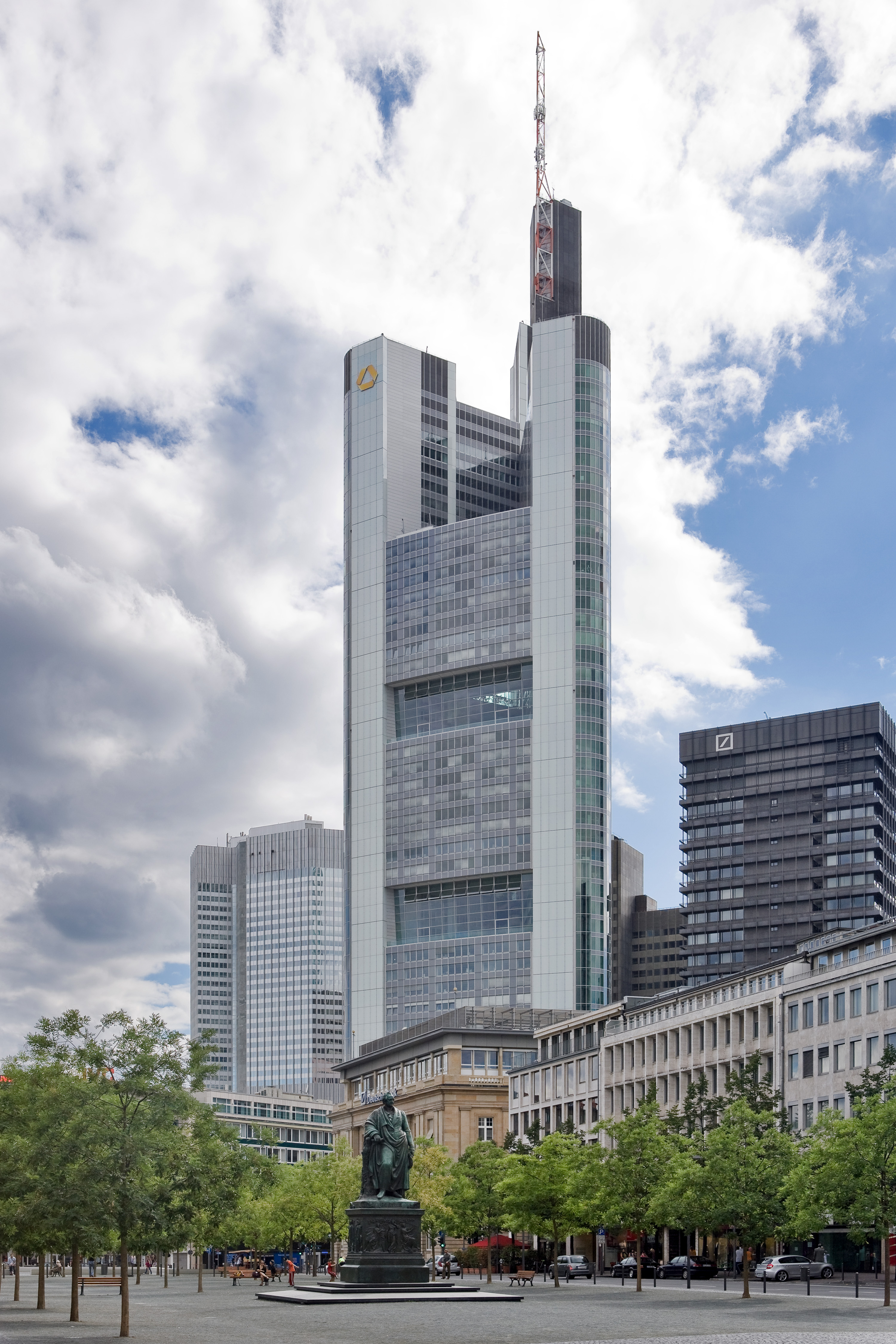
Commerzbank Tower ve Frankfurtu nad Mohanem

Mezi významné realizované stavební projekty patří například:
- 1927–1932: šachta 12 důlního průmyslového komplexu Zollverein, Essen, Německo[6]
- 1928–1929: most v Eschelbachu, Bavorsko, Německo[6][7]
- 1929–1931: přehradní nádrž na jezeře Schluch, Černý les, Německo
- 1930–1934: Albertův kanál, Belgie[6]
- 1938–1945: Siegfriedova linie, Atlantický val, rezidence Berghof, Vlčí doupě a Vůdcův bunkr[8]
- 1946–1949: Bonnská univerzitní nemocnice, Bonn, Německo
- 1952–1956: Vodní elektrárna Sariyar, Ankara, Turecko[9]
- 1958–1964: Jaderná elektrárna Kahl, Dettingen am Main, Německo
- 1960–1969: Tunel Raúl Uranga – Carlos Sylvestre Begnis Subfluvial, Argentina
- 1961–1963: Hotel Hilton, Athény, Řecko
- 1963–1968: stavební úpravy Abú Simbel, Egypt
- 1969–1975: Nový labský tunel, Hamburk, Německo[10]
- 1970–1974: Bosporský most, Turecko[10]
- 1974–1981: mezinárodní letiště Krále Abda al-Azíze, Džidda, Saúdská Arábie[10]
- 1984–1985: Messe Torhaus, Frankfurt nad Mohanem, Německo
- 1988–1991: Messeturm, Frankfurt nad Mohanem, Německo[10]
- 1990–1992: Terminál 1, Letiště Frédérica Chopina, Varšava, Polsko
- 1994–1996: Commerzbank Tower, Frankfurt nad Mohanem, Německo
- 1996–2000: Mezinárodní letiště Athény, Řecko
- 1998–2000: restaurován dům Kadinského a Klee, Dessau, Německo
- 2004: most Katima Mulilo, Zambie a Namibie[11]
- 2005–2008: stadion Dněpr, Ukrajina
- 2008: Krakovská opera, Krakov, Polsko